# Ammar ibn Ali al-Mawsili
Ammar ibn Ali al-Mawsili (arabisch عمار بن علي الموصلي, DMG ʿAmmār b. ʿAlī al-Mauṣilī; auch al-Musali, latinisiert Canamusali) war im 10. Jahrhundert ein Zeitgenosse von Ali ibn Isa in Mosul (Mawsil). Als Augenarzt unternahm er weite Reisen und ließ sich schließlich in Ägypten nieder. Sein Werk „Muntahab“ (Augenheilkunde) widmete er dem von 996 bis 1020 regierenden Sultan al-Hakim. Mit 48 darin beschriebenen Krankheiten ist sie kürzer als Isas „Erinnerungsbuch für Augenärzte“, gilt aber als geistreicher. Packend sind seine Operationsberichte zum Grauen Star, darunter eine Radikal-OP des weichen Stars durch Aussaugen der Linse mit einer selbst erfundenen Hohlnadel.
Er wird daher auch Erfinder der Injektionsnadel genannt.
Sein Name wurde im „Liber quem composuit Canamusali philosophus de Baldach“ („Buch, das der Philosoph C. aus Baghdad zusammenstellte“).